# École Gilford
Pour les articles homonymes, voir Gilford.
L’école Gilford fut, pendant les années 1980, un important centre de culture et de rencontre de la communauté lesbienne de Montréal. À l’été 1984, des groupes et individues lesbiennes s’organisent en association et louent une ancienne école primaire de la Commission des écoles catholiques de Montréal (CECM), sise au 2015 rue Gilford, à l’angle de la rue de Lorimier, à Montréal au Québec. L’école accueillera les activités de ces groupes, ainsi que plusieurs événements d’envergure de la communauté lesbienne montréalaise. Elle fermera ses portes en 1993, lorsque la commission scolaire décide de transformer les lieux en unités d’habitation.
L’association qui loue l’école s’appelle Arts et Gestes des femmes de Montréal, plus simplement connue sous le nom « Arts et Gestes ». Pour toute la période où l’école est administrée par Arts et Gestes, tous les événements seront réservés aux femmes seulement, inspiré en cela par la notion de « continuum lesbien » tel que défini par Adrienne Rich.
Au cours de son existence, des milliers de lesbiennes et femmes participeront aux divers événements. L’école est aussi le lieu de travail quotidien de plusieurs artistes, militantes, et artisanes. Ces groupes, appelés plutôt des « collectives » à l’époque, sont les Tribades, la chorale lesbienne, l’école des arts martiaux des femmes de Montréal, les archives lesbiennes Traces, et d’autres groupes participant de façon plus ponctuelle. Son mandat général est d’explorer de nouvelles pratiques culturelles consacrées à l’existence lesbienne, et d’offrir des lieux de collaboration et des occasions de rencontre.

## Histoire de l’école Gilford
Pendant sa période principale d’activité, de 1984 à 1989, l’école Gilford fut le lieu principal d’activité artistique et politique de la communauté lesbienne francophone de Montréal, et son principal lieu d’appartenance en dehors des bars.

## Description des lieux
L’école Gilford était située au cœur du Plateau Mont-Royal, un quartier alternatif où se concentraient beaucoup de lesbiennes francophones et où il était possible de s’afficher librement. Les lieux, au niveau de la rue, étaient spacieux et multifonctionnels : sa grande salle, qui avait jadis servi de gymnase, pouvait accueillir jusqu’à 500 personnes. Les anciennes salles de classe servaient d’ateliers, de lieux de réunions ou de répétition.
Le lieu était géré sous un mode coopératif par Arts et Gestes et autofinancé par les événements bénéfice, le travail bénévole de toutes les participantes, et les locations de salles. Les collectives, quant à elles, payaient aussi un loyer mensuel.

## Salon des Tribades
Un des groupes fondateurs d’Arts et Gestes était le Salon des Tribades, devenu par la suite les Tribades. La présence de ce groupe fut marquante pour la vocation culturelle et artistique de l’école Gilford. Les Tribades étaient un groupe multidisciplinaire d’artistes lesbiennes : des danseuses, musiciennes, photographes, artistes visuelles, écrivaines, etc., y ont participé. 
Les Tribades ont organisé plus d’une trentaine d’événements artistiques, dont les Salons des Tribades dans leur grand local à l’école Gilford. En cinq ans, plus de 75 artistes ont créé des œuvres ou offert des performances dans le cadre des activités des Tribades.

## Journées d’Inter-Actions Lesbiennes
Plusieurs Journées d’Inter-Actions Lesbiennes se sont tenues à l’École Gilford, où étaient organisées par des artistes et militantes d’Arts et Gestes. Ces journées, ont eu lieu chaque année de 1982 à 1992, au mois d’octobre. On y donnait des ateliers, des discussions publiques, et un grand spectacle de style cabaret dans la soirée, suivi d’une danse. Les journées étaient inspirées par une philosophie politique radicale, séparatiste et affirmative. Les activités et les participantes représentaient autant le courant "lesbienne féministe" que le courant "lesbienne radicale", et les autres présents dans la communauté à cette époque.
« On ne veut pas d’abord et avant tout que la société nous accepte, nous intègre en tant que lesbiennes, mais nous voulons, en tant que lesbiennes, transformer cette société dans laquelle nous vivons, nous changer nous-mêmes, changer la vie… c'est-à-dire que nous croyons que le lesbianisme est politique. » (Extrait de la déclaration du comité organisateur de la Journée d’Inter-Actions Lesbiennes du 5 octobre 1985).